# Colònia de Sierra Leone
La colònia de Sierra Leone fou una entitat colonial britànica que va existir entre 1808 i 1961. El 1895 es va establir el Protectorat de Sierra Leone que va quedar sota administració de la colònia, si bé eren dues entitats diferents. Es van unir el 1951, obtenint la independència el 1961.

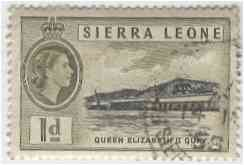
Segell de correus amb retrat de la reina Elizabeth II, 1956

## Era colonial (1800 - 1961)
El 1800 Sierra Leone era encara només una petita colònia que s'estenia uns quants quilòmetres amunt de la península de Freetown. El gruix del territori actual de Sierra Leone encara era el territori de pobles indígenes com els mendes i temnes, i estava poc afectat per la minúscula població de la Colònia. En el transcurs del segle xix la situació gradualment va canviar: els britànics i criolls de l'àrea de Freetown van augmentar la seva implicació—i el seu control— sobre el territori circumdant per estendre el comerç, fer tractats i expedicions militars. El comerç era la força de conducció; els tractats i les expedicions militars van ser empresos principalment per promoure'l i augmentar-lo.
En els seus tractats amb els caps natius els britànics estaven en gran part vinculats a assegurar la pau local de manera que el comerç no seria interromput. Típicament, el govern britànic va acordar per pagar a un cap un sou a canvi d'un compromís del cap en mantenir la pau amb els seus veïns; altres compromisos específics que es podien aconseguir d'un cap podia incloure mantenir les carreteres obertes permetent als britànic de recollir els drets de duana, i entregant les disputes amb els seus veïns a la mediació britànica. En les dècades que van seguir la prohibició per Gran Bretanya del comerç d'esclaus el 1807, van obligar a afegir als tractats el compromís dels caps per desistir del comerç d'esclaus. i la supressió del comerç esclau i la supressió de guerres entre caps perquè el comerç d'esclaus prosperava en les guerres (i les causava). Per això, a les raons comercials per la pacificació podrien ser afegides les raons contra l'esclavatge.
Quan la persuasió amistosa fallava en assegurar els seus interessos, els britànics no s'estaven (segons la frase de Carl von Clausewitz) de "continuar la diplomàcia per altres mitjans". Com a mínim des de la meitat dels anys 1820 l'exèrcit i l'armada sortien de la Colònia per atacar els caps que tenien un comportament que no s'adaptava al dictat britànic. El 1826, el governador Turner va dirigir tropes a l'àrea de Bum-Kittam, va capturar dos poblacions protegides per estaques, en va cremar altres, i va declarar un bloqueig a la costa tan lluny com Cape Mount. Això era en part un exercici anti-esclavatge i en part per castigar el cap per rebutjar territori als britànics. Més tard del mateix any el governador suplent Macaulay va enviar una expedició que va arribar al riu Jong i va cremar Commenda, una ciutat que pertanyia a un cap implicat en l'esclavatge. Aquestes excursions eren típiques de les que es van continuar fent tot el segle: exèrcit o policia de frontera, amb suport naval si era possible, bombardejaven una ciutat i llavors normalment la incendiaven després que els defensor havien fugit o estaven derrotats. On era possible, els enemics locals dels grups que eren atacats eren convidats pels britànic d'acompanyar-los com aliats.
En els anys 1880, la intervenció de Gran Bretanya en el hinterland va rebre un impuls afegit a causa del "Repartiment de l'Àfrica": una competència intensa entre els poders europeus per territori dins Àfrica. En aquest cas el rival era França. Per prevenir una incursió francesa en el que havien considerat ja com la seva esfera pròpia, el govern britànic va renovar esforços per finalitzar un acord de frontera amb França i l'1 de gener de 1890 el Governador Hay de Sierra Leone va aconseguir de caps indígenes de l'àrea fronterera amb territori francès tractats que contenien una clàusula que els prohibia tractar amb cap altre poder europeu sense consentiment britànic.
En conseqüència el 1890 i 1891 Hay i dos Comissaris itinerants, Garrett i Alldridge, va anar en gires extenses en el que és ara Sierra Leone obtenint tractats dels caps. La majoria d'aquests no va ser, tanmateix, tractats de cessió; eren en la forma d'acords cooperatius entre dos poders sobirans.
El gener de 1895 un acord de frontera va ser signat a París, més o menys fixant la línia entre Sierra Leone i la Guinea francesa. La línia exacta es deixava per determinat per inspectors més tard. Mentre Christopher Fyfe notava, "La delimitació va ser feta gairebé enterament en termes geogràfics com rius, conques i paral·lels, i no polítics. El cacicat de Samu per exemple, va ser dividit; les persones en la frontera van haver d'optar per granges en un costat o pobles en l'altre."
Més generalment, l'arbitrària delimitació de terrenys i de pobles natius en unitats geogràfiques decidides pels poders colonials van ser més tard una font de problemes pertot arreu d'Àfrica. Aquestes unitats geogràfiques intenten funcionar com a nacions però no són naturalment nacions, i es componen en molts casos de pobles que són enemics tradicionals. A Sierra Leone, per exemple, els mendes, temnes, i criolls són blocs rivals entre els quals les friccions emergeixen fàcilment.
L'agost de 1895 un Ordre-en-Consell emesa a Gran Bretanya va autoritzar a la Colònia per fer lleis pel territori al voltant que s'estenia fora de la frontera acordada (el que correspon més o menys a la Sierra Leone d'avui dia). El 31 d'agost de 1896 es va emetre una Proclamació a la Colònia que declara el territori interior un Protectorat "britànic". La Colònia va quedar com una entitat política distinta; el Protectorat va ser governat des de la colònia.
La majoria dels caps dels territoris del "Protectorat" no hi van entrar per voluntat pròpia. Molts tenien signats tractats d'amistat amb Gran Bretanya, però aquests van ser concertats entre dos poders sobirans contractant un amb l'altre; no hi havia cap subordinació. Només un grapat dels caps havia signat tractats de cessió, i en alguns d'aquests casos és dubtós si havien entès els termes. En àrees remotes no s'havia obtingut cap tractat en absolut.
En rigor, un Protectorat no existeix llevat que les persones del mateix hagin acceptat ser protegits. El Protectorat de Sierra Leone estava més en la naturalesa d'una adquisició unilateral de territori per part de Gran Bretanya.
Gairebé cada cacicat dins Sierra Leone va respondre a l'arrogació britànica de poder amb resistència armada. Les Protectorate Ordinances (aprovades a la Colònia el 1896 i 1897) va abolir el títol de rei i el va reemplaçar amb el de "Cap Tradicional"; els caps i els reis anteriorment havien estat seleccionats pels membres capdavanters de les seves comunitats pròpies, ara tots els caps, fins i tot els tradicionals, podrien ser deposats o instal·lats per la voluntat del Governador; la majoria dels poders judicials dels caps van ser eliminats i donats a tribunals presidits per Comissaris de Districte britànics; el governador va decretar que un impost de casa de 5s a 10s s'havia de pagar anualment en cada residència del Protectorat. Pels caps, aquestes reduccions en el seu poder i el prestigi eren insuportables. Quan el 1898 es van fer intents de recollir l'impost, es van revoltar, primer al nord, dirigits per un cap destacat temne anomenat Bai Bureh, i després al país Mende al sud. Les dues lluites van agafar característiques bastant diferents.
Les forces de Bai Bureh van conduir una disciplinada i hàbil campanya de guerrilla que va causar dificultats considerables als britànics. Les hostilitats van començar el febrer; les tàctiques d'assetjament de Bureh van confondre inicialment als britànics però al maig ja guanyaven terreny. L'estació plujosa va interrompre les hostilitats fins a l'octubre, quan els britànics van reprendre el lent procés lent d'eliminar les proteccions d'estaques dels africans. Quan la majoria d'aquestes defenses havien estat eliminats, Bureh va ser capturat o es va rendir (els relats difereixen) el novembre.
La guerra dels mendes era una revolta de massa, planejada d'alguna manera per començar a tot arreu el 27 i 28 d'abril, en la que gairebé tots els "forasters"—europeus o criolls—van ser agafats i sumàriament executats. Tot i que més temible que la revolta de Bai Bureh, era amorfa i va no tenir una estratègia definitiva, sent suprimit en molts lloc en uns dos mesos. Tanmateix alguns rebels mendes en el centre del país no van ser batuts fins al novembre; Maghi, fill del rei mende Nyagua, en aliança amb alguns kissi, va lluitar a l'extrem est del Protectorat fins a l'agost de 1899.
Les dues revoltes són conegudes com la Guerra de l'Impost de la Cabana de 1898. El principals, Bai Bureh, Nyagua i Be Sherbro (Gbana Lewis), van ser exiliats a la Costa d'Or el 30 de juliol de 1899; un gran nombre dels seus subordinats van ser executats.
A l'inici del segle xix Freetown era la residència del governador britànic que també governava la Costa d'Or (ara Ghana) i els establiments de Gàmbia. Sierra Leone també servia com el centre educatiu d'Àfrica Occidental Britànica. El Fourah Bay College es va establir el 1827, i ràpidament va esdevenir un imant per africans de parla anglesa en la costa de l'oest. Per més d'un segle, fou l'única universitat d'estil europeu a la part occidental de l'Àfrica subsahariana.
Després de la Guerra de l'Impost de la Cabana ja no hi va haver més resistència militar al colonialisme a gran escala. Resistència i dissentiment van continuar, però va agafar altres formes. L'oposició política vocal va venir principalment dels criolls, que tenien una considerable classe mitjana i alta d'empresarial i persones educades a Europa que eren professionals com metges i advocats. A la meitat del segle xix havien gaudit d'un període d'influència política considerable, però a finals del segle xix el govern va esdevenir molt menys favorable a aquest grup.
Van continuar pressionant per drets polítics, tanmateix, i van operar una varietat de diaris que els governadors van considerar causants de disturbis i demagògics. El 1924 una nova constitució nova va ser introduïda establint la representació elegida (3 de 22 membres) per primer cop, amb les primeres eleccions celebrades el 28 d'octubre. Prominent entre el criolls que volien canvi estava el nacionalista burgès H.C. Bankole-Bright, Secretari General de la Branca de Sierra Leone del Congrés Nacional d'Àfrica de l'Oest Britànica (NCBWA), i el socialista I. T. A. Wallace-Johnson, fundador de la Lliga de Joventut Africana de l'Oest (WAYL).
La resistència africana no va estar limitada a la discussió política. Sierra Leone va desenvolupar un moviment sindical actiu que va fer vagues destacades, les quals eren sovint acompanyades per aldarulls de simpatitzants entre la població general.
A més els empresaris colonials, un dels objectius principals d'hostilitat popular eren els caps tribals que els britànics havien transformat en funcionaris en el sistema colonial de govern indirecte. La seva funció era proporcionar policia, recollir impostos, i obtenir prestacions de treball per als colonialistes; a canvi els colonialistes els van mantenir en una posició privilegiada sobre els altres africans. Els caps no disposats a jugar aquesta funció eren reemplaçats per altres més complaents. Segons Kilson l'actitud dels africans cap als seus caps esdevenien ambivalents: freqüentment van respectar el càrrec però es van molestar les exaccions que feien alguns caps individualment. Naturalment, del punt de vista dels caps, el dilema era el d'un governant honorable que havia de fer front als ultimàtums britànics, cosa que no era fàcil.
Per tot el segle xx, hi va haver nombrosos aldarulls dirigits contra caps tribals. Aquests van culminar en els aldarulls de tot el Protectorat de 1955-1956, els quals van ser suprimits només per una considerable massacre de camperols per part de l'exèrcit. Després que aquells aldarulls, es van introduir reformes; el sistema laboral forçat fou completament abolit i es van reduir els poders dels caps.
El 1924, Sierra Leone va ser dividida en una Colònia i un Protectorat, amb separats i diferents sistemes polítics definits constitucionalment per cadascun. L'antagonisme entre les dues entitats va augmentar arribant al seu punt més alt el 1947; llavors es van introduir propostes per un sistema polític únic per ambdues entitats, la colònia i el protectorat. La majoria de les propostes van venir del Protectorat. Els krio, dirigits per Isaac Wallace-Johnson, es van oposar a les propostes, l'efecte principal de les quals hauria estat disminuir el seu poder polític. Fou l'astut polític Milton Margai que l'elit educada del Protectorat va ser convençuda per unir forces amb els caps tradicionals enfront de la intransigència dels krios. Més tard, Milton Margai va utilitzar les mateixes habilitats per imposar-se als dirigents de l'oposició i als krios moderats per la consecució de la independència.
El novembre de 1951, Milton Margai va donar el vistiplau al redactat d'una nova constitució la qual va unir les legislatures finsd aleshores separades de la Colonia i del Protectorat, i—-el més important—-proporcionava un marc per a la descolonització. Des de 1953, Sierra Leone va rebre poders ministerials locals, i Sir Milton Margai, va ser elegit Ministre en Cap de Sierra Leone. La constitució nova va assegurar a Sierra Leone un sistema parlamentari dins de la Commonwealth de Nacions. El maig de 1957, Sierra Leone va celebrar la seva primera elecció parlamentària. El SLPP, el qual era llavors el partit polític més popular en la colònia de Sierra Leone, va guanyar la majoria d'escons al Parlament. Margai fou també reelegit com a Ministre en Cap.